# 北垣隆一
北垣 隆一（きたがき りゅういち、1912年 - 没年不詳）は、日本の文芸評論家。北山 隆（きたやま りゅう）という名義でも知られている。

## 経歴
1912年に東京の文京区で生誕する。1934年に早稲田大学文学部史学科を卒業し、東京精神分析学研究所に入会する。著書『夏目漱石の精神分析』でフロイト賞を受賞し、後に本書の全面的な改稿である『改稿 漱石の精神分析』を出版した。

## 研究活動
夏目漱石の盲人嫌悪について分析している。

## 著作
- 夏目漱石の精神分析（1938年、岡倉書房）
- 改稿 漱石の精神分析（1968年、北沢図書出版）
- 太宰治の精神分析（1974年、北沢図書出版）
- 三島由紀夫の精神分析（1982年、北沢図書出版）

## 評価
小阪知弘は、北垣が三島由紀夫について、興味深い見解を提示していると評した。野坂昭如は、北垣の著作活動に感謝を表明した。